# Emilio Terry
José Emilio Terry y Sánchez (1890 - 1969), conocido como Emilio Terry, fue un arquitecto, decorador de interiores y diseñador de jardines cubano de origen franco-hispano-irlandés. Su obra abarcaba la creación de muebles, tapices y objetos de arte. Fue influenciado por el Castillo de Chenonceau, adquirido por su familia, y creó un estilo que era a la vez clásico y barroco, al que llamó  "estilo Louis XIX".

## Biografía
Hijo de Francisco Terry y Dorticós, vástago de una prominente familia  de Cuba de origen hispano-irlandés. Eran propietarios de varios ingenios importantes, entre ellos la mayor central azucarera de la isla de Cuba, situada en la provincia de Cienfuegos. Su madre, una gran belleza, fue Antonia Sánchez.
Emilio nació en 1890 en París, donde su acaudalada familia residía habitualmente. Su abuelo paterno fue el empresario y financiero Tomás Terry y Adán, conocido como el Creso Cubano, cuya fortuna creció hasta situarse entre las más grandes del mundo en la segunda mitad del siglo XIX.

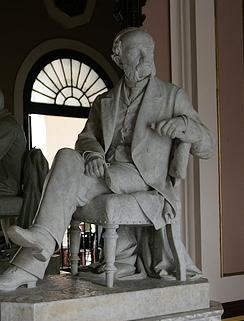
Tomás Terry y Adán en el Teatro Tomás Terry de Cienfuegos (Cuba)

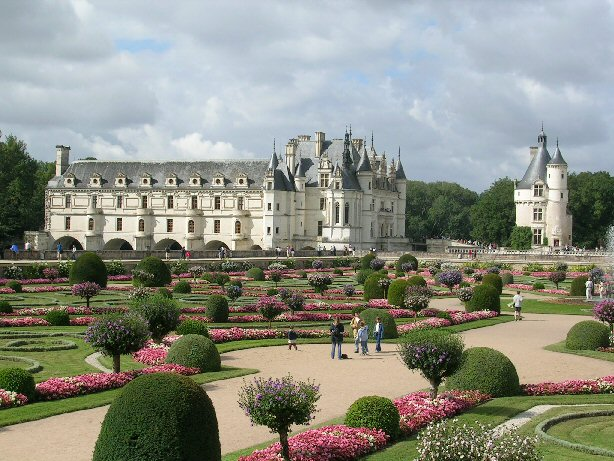
Castillo de Chenonceau

Después de 1897 el padre de Emilio, Francisco Terry Dorticós, se trasladó con su familia a la ciudad de Nueva York, donde Antonia y su hija, Natividad (más tarde la condesa Stanislas de Castellane), fueron retratadas en 1897 por el artista estadounidense nacido en Suiza Adolfo Müller-Ury.
Adquisición del Castillo de Chenonceau
Posteriormente, la familia se mudó de nuevo a Francia, donde el tío paterno de Emilio (su tocayo José Emilio Terry Dorticós), había comprado el Castillo de Chenonceau en 1891, vendiéndoselo en 1896 a su hermano Francisco Terry, padre de Emilio.
Adquisición del Castillo de Rochecotte
El 24 de junio de 1934, cuando ya había desarrollado una buena parte de su carrera, Emilio Terry compró a su cuñado el conde Stanislas de Castellane el Castillo de Rochecotte, cerca de Langeais (Indre-et-Loire), famoso por haber pertenecido a Dorothée de Courlande, duquesa de Dino y donde recibió de Talleyrand visitas frecuentes. Emilio Terry restauró este castillo y lo decoró en el estilo de la época. Posteriormente legó Rochecotte a su sobrino nieto conde Henri de Castellane, pero la familia vendió la finca a principios de 1980. Ahora es un hotel. La madre de Emilio Terry, Antonia, está enterrada en un mausoleo en los jardines del castillo.
Emilio Terry falleció en París en 1969, después de una prolongada carrera profesional desarrollada en su mayor parte en Francia, dedicado a rehabilitar y decorar con su particular sello personal suntuosas residencias y castillos.

## Vínculos familiares
- Su multimillonario abuelo, Tomás Terry, descendía de una familia de armadores y comerciantes genoveses de origen irlandés que se habían trasladado a Cádiz y al Puerto de Santa María. Una parte de la familia permaneció establemente allí, fundando años más tarde las conocidas bodegas.[12]

- Otra rama de la familia pasó de Cádiz a Perú, uno de cuyos descendientes fue Fernando Belaúnde Terry, y la otra parte de los Terry genoveses, pasaron de Cádiz a Venezuela y una generación más tarde a Cuba, donde se estableció su abuelo Tomás Terry.[13][14]

- Su abuelo Tomás se casó con Teresa Dorticós y Gómez de Leys (abuela de Emilio), que era hija de Andrés Dorticós y Casson, el Gobernador millonario de Cienfuegos, Cuba.[15][16]

- Su tío Antonio Terry Dorticós estuvo casado dos veces; una con la soprano americana Sybil Sanderson (sin descendencia) y otra con Grace Dalton-Secord, con la que tendría a su hija Natividad Terry, casada con el príncipe de Faucigny-Lucigne y Coligny, de quienes desciende Anne-Aymone Sauvage de Brantès, esposa del que fuera presidente de la República Francesa Valéry Giscard d'Estaing.[17]

- Otras hermanas del padre de Emilio fueron Natalia Terry Dorticós, casada con Albert Blanc, barón de Blanc, quienes tuvieron por hija a Margarita que casó con en el príncipe de Candriano, Camilo Ruspoli; y Carmen Terry Dorticós, quien realizó numerosas obras de beneficencia social por lo que le fue concedido el Marquesado de Perinat. Un nieto de la marquesa de Perinat fue Luis Guillermo de Perinat y Elio, embajador de España en Londres.

- De las hermanas de Emilio Terry, Odette, casó con el príncipe Charles de La Tour d'Auvergne Lauraguais, y Natividad, con el Conde Stanislas de Castellane.[18][19]

## Obra
En un estilo a la vez neoclásico y barroco, Emilio Terry diseñó palacios, muebles, tapices, objetos de arte, jardines, y la decoración interior de viviendas y castillos. Puso en marcha un estilo arquitectónico al que denominó "estilo Louis XIX", un estilo imaginario libremente inspirado en ejemplos históricos, en particular los de Palladio o Claude Nicolas Ledoux.
En 1933, Emilio Terry dio cuenta de un modelo de casa de doble espiral, llamado "en colimaçon" ("estilo caracol"), que ilustra una de sus teorías, que el arte de la arquitectura expresa un "sueño de hacerse realidad" ("rêve à réaliser"). Un retrato de Emilio Terry por Salvador Dalí de 1936 muestra este y otros modelos en el primer plano. Expresiones del "estilo de Louis XIX" se pueden encontrar en la obra del artista de paisaje Achille Duchêne y de la diseñadora Madeleine Castaing (en este último caso una rivalidad amistosa surgió entre ella y Terry en la década de 1950, en tanto que afirmaba ser el autor de un determinado motivo decorativo).

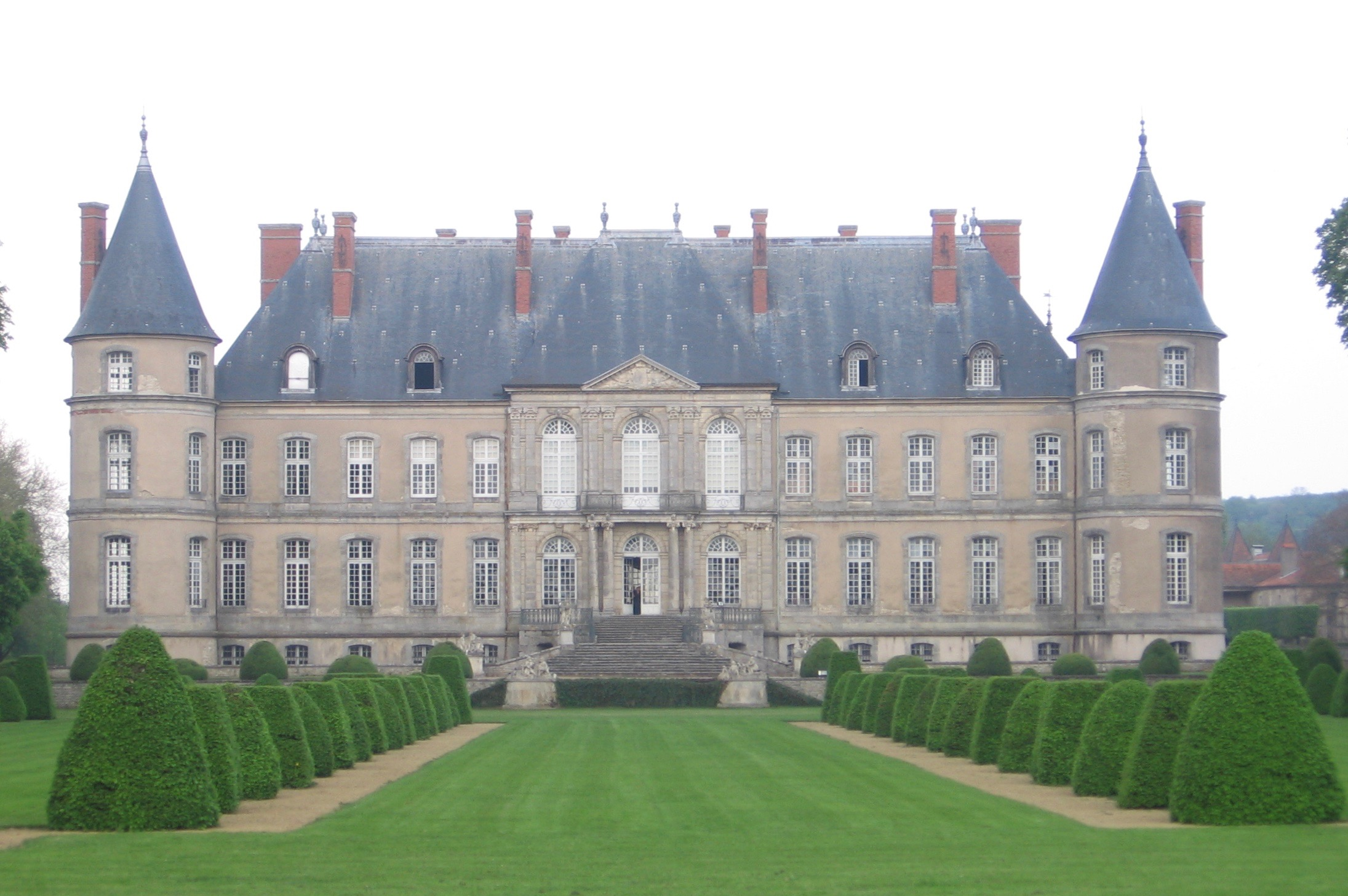
Château d'Haroué

Entre sus clientes se encontraban el armador griego Stavros Niarchos y Rainiero III de Mónaco (para quien decoró un apartamento destinado a la Princesa Grace) y la familia Beauvau - Craon (para la que rediseñó los jardines alrededor del castillo de Haroué de Lorraine en estilo francés).
Desde la década de 1950, Emilio Terry asumió el diseño interior del Castillo de Groussay, en Montfort-l'Amaury (Yvelines), adquirido en 1939 por el multimillonario Carlos de Beistegui. Decoró cada habitación en colaboración con Beistegui, diseñó una gran cantidad de muebles, creó un teatro de estilo italiano para los artistas de la Comédie-Française, diseñó un nuevo parque à l' anglaise, y añadió ideas nuevas al estilo del siglo XVIII para los jardines.

## En el cine
- Groussay apareció en la película del director de cine suizo Marc Allégret,   Le Bal du Comte d'Orgel, con Jean-Claude Brialy, y la Biblioteca de Groussay fue el escenario de la producción Frédéric Mitterrand de la televisión Plaisir de France.

## Galería

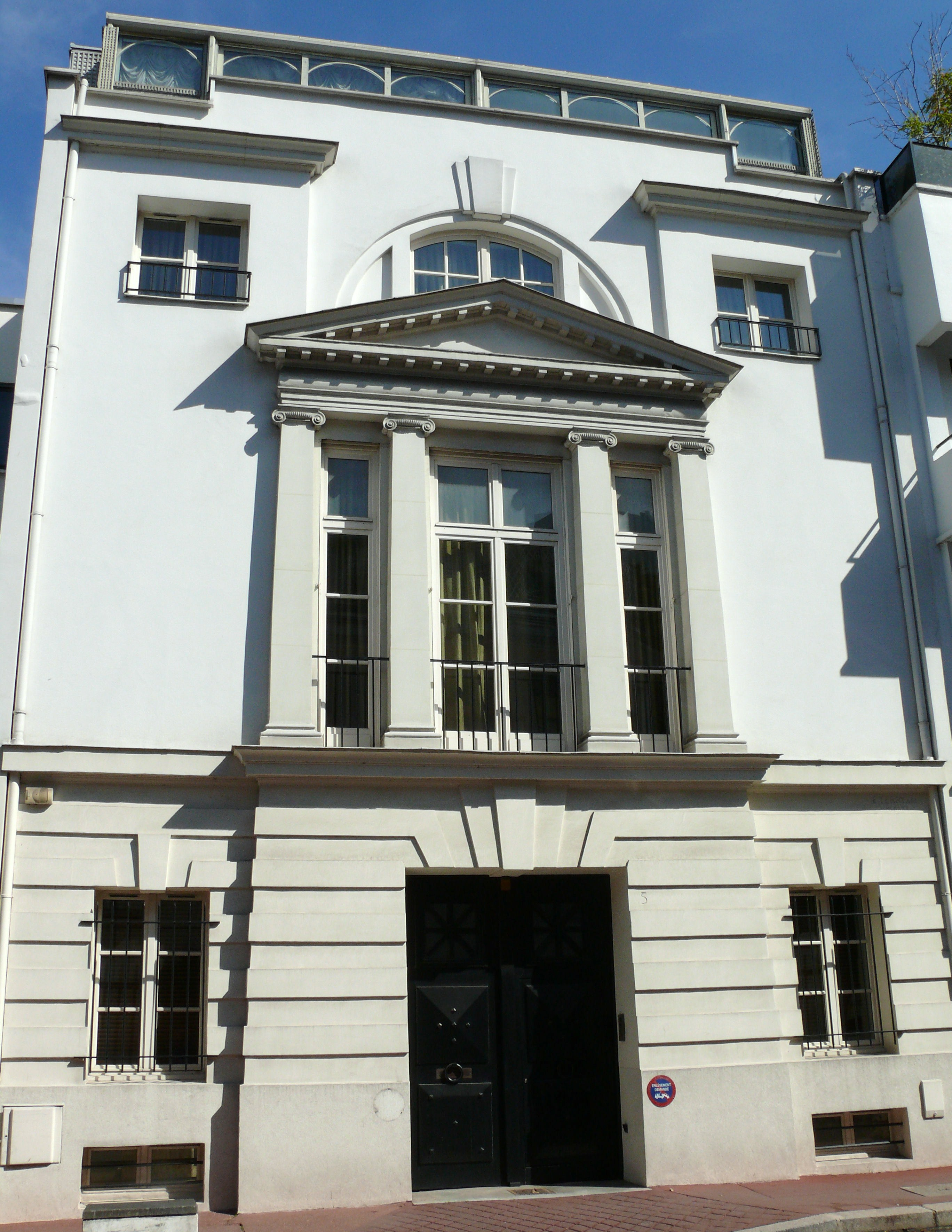
Hotel particular en Boulogne-Billancourt (1932)
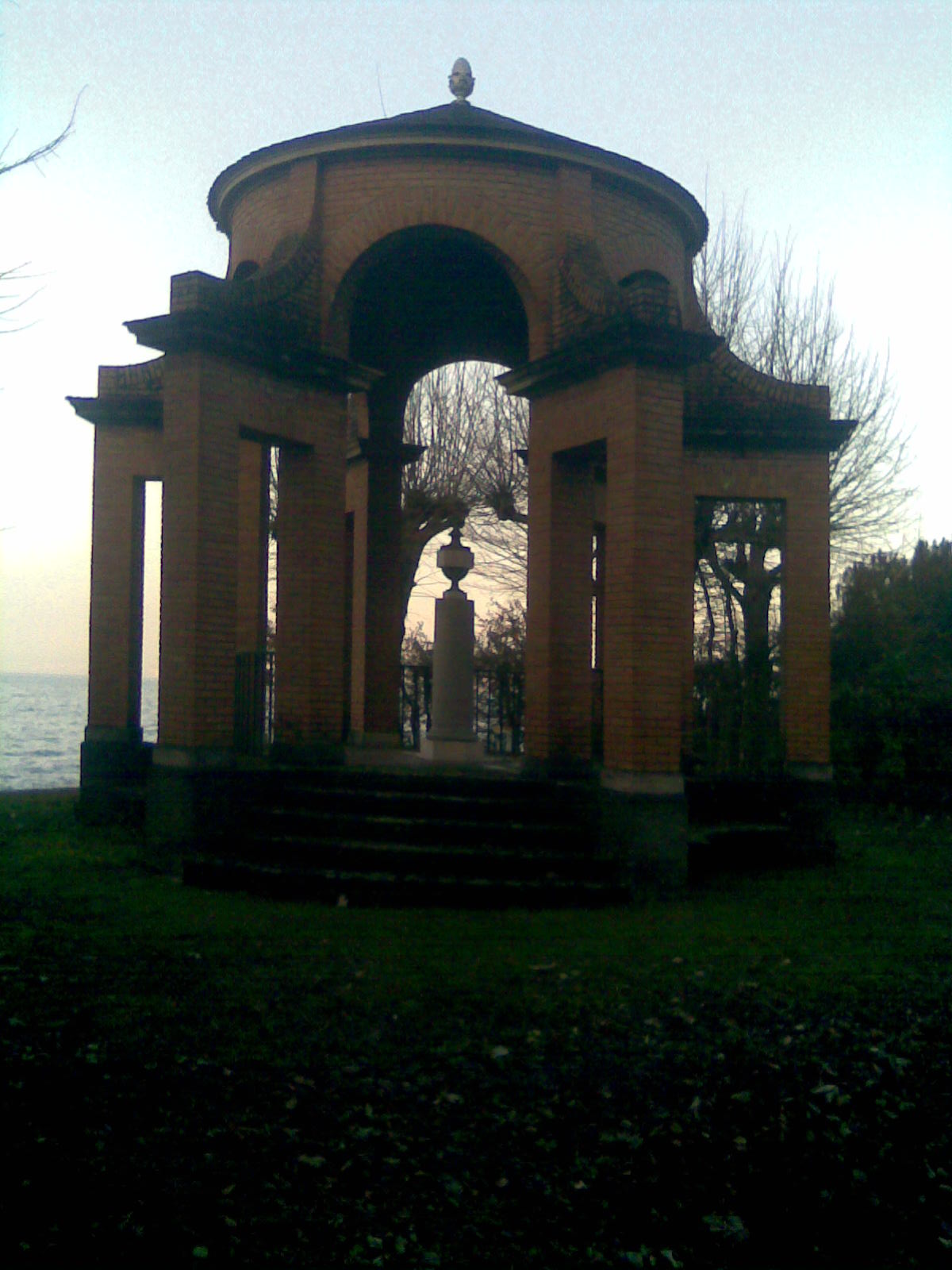
Jardín y templo votivo de Anna de Noailles en Publier (1938)
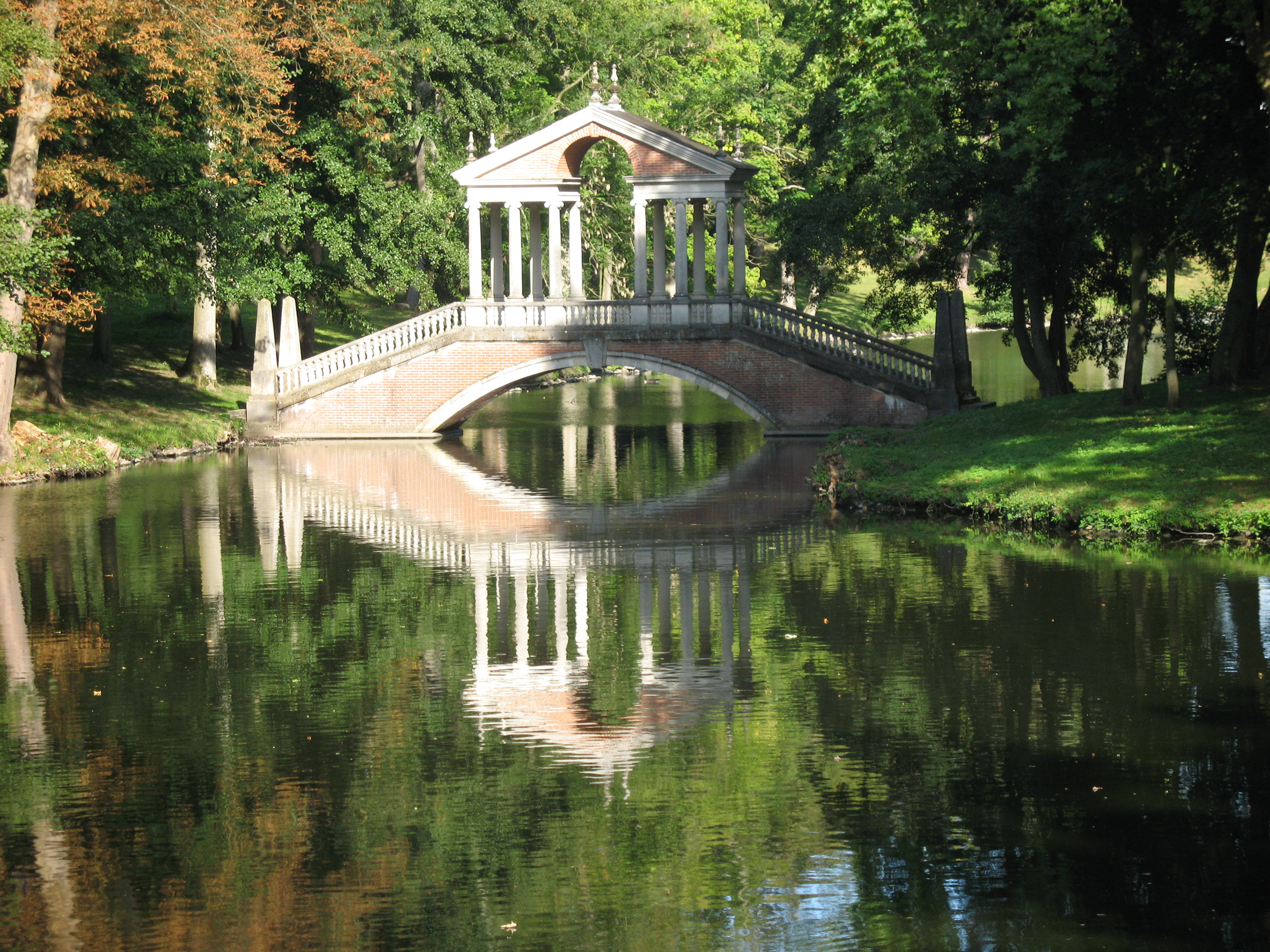
Puente Palladien del Castillo de Groussay (1960)